# 蒙特罗福约讷
蒙特罗福约讷（法語：Montereau-Fault-Yonne，法語：[mɔ̃tʁo fot‿jɔn] ⓘ），简称蒙特罗，法国中北部城市，法兰西岛大区塞纳-马恩省的一个市镇，隶属于普罗万区，其市镇面积为9.1平方公里，2022年1月1日时人口数量为21,840人，在法国城市中排名第453位。
蒙特罗福约讷位于塞纳-马恩省东南，约讷河与塞纳河交汇处，其中主城区位于河流交汇处的左岸。蒙特罗福约讷是一个区域性的中心城市，同时也是一个铁路交通枢纽，通过法兰西岛铁路R线连通巴黎市区。

## 地名来源
“蒙特罗”一名最初于公元12世纪早期以“Monasteriolum”的形式被记载，该名称来源于拉丁语，意为“修道院”，和现代法语单词同根。“福”一名则来源于古法语单词“four”（一写作“fourc”），意为“终点、末端”，和现代法语单词同根。“约讷”一名则直接来源于约讷河。

## 历史

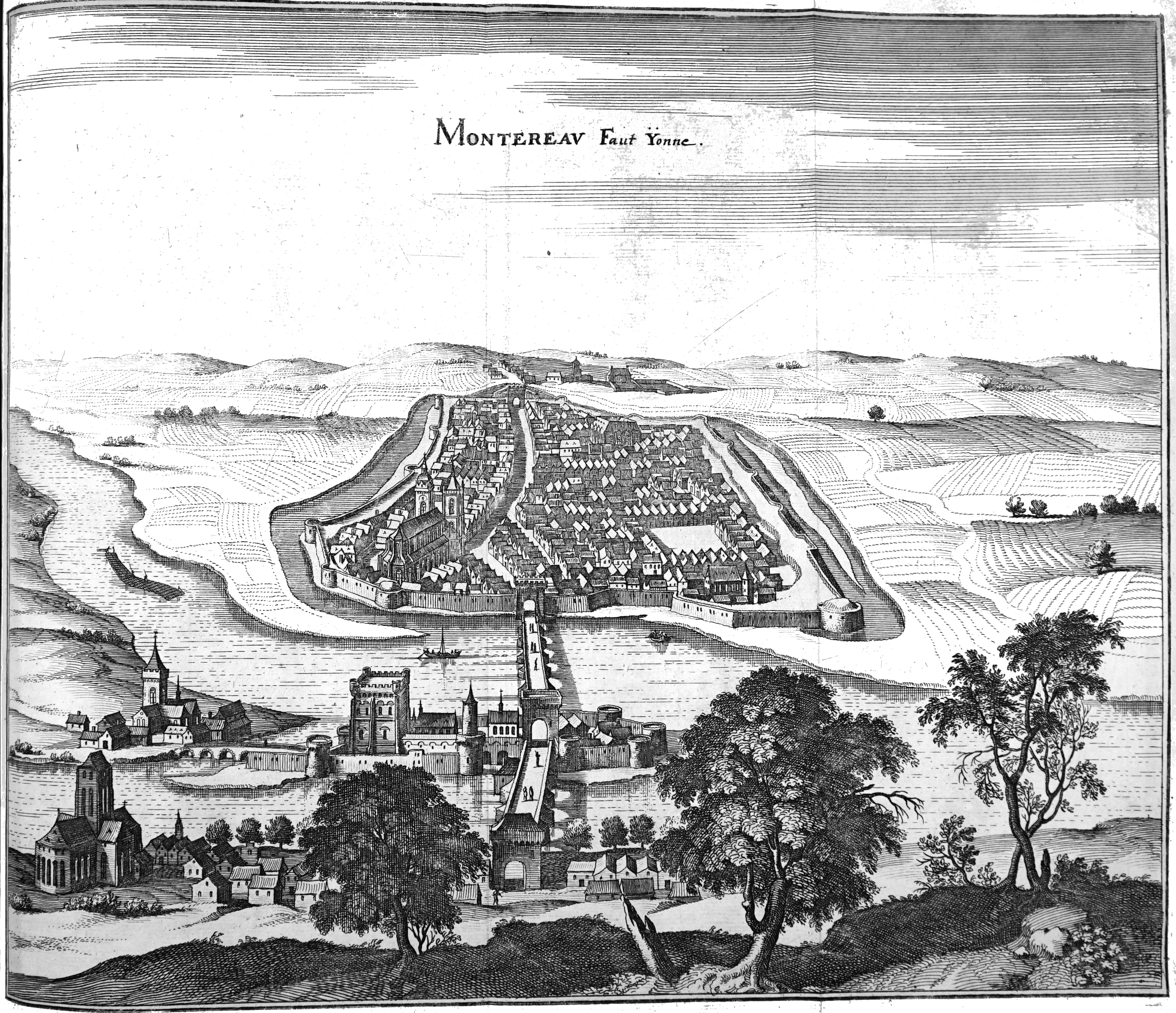
1655年的蒙特罗

蒙特罗福约讷最初起源不详，约公元6世纪，当地出现了一处纪念图尔的马丁的天主教堂。中世纪时期，蒙特罗福约讷长期为天主教桑斯总教区的一处领地。1026年，桑斯主教勒纳尔二世在约讷河与塞纳河交汇处修建了一座城堡，作为来往船只的一处货物中转站。中世纪中后期，蒙特罗福约讷因航运的发展而成为一个重要的商业码头。英法百年战争期间，蒙特罗福约讷为一处重要的军事战略节点。1419年9月10日，勃艮第公爵无畏者约翰在蒙特罗福约讷被刺杀，彼时瓦卢瓦王朝国力衰落，此案促使查理六世被迫签订丧权辱国的《特鲁瓦条约》的签订。1420年6月，英格兰国王亨利五世发动蒙特罗福约讷围城战并最终成功占领此地。1428年，法兰西国王查理七世收复蒙特罗。宗教战争期间，蒙特罗福约讷居民普遍为保守天主教徒，孔代亲王曾于1567年占领此地。1719年，蒙特罗福约讷出现了瓷器生产作坊，并很快发展成为当地规模最大的手工业部门。1797年，该作坊与克雷伊的另一处瓷器作坊合并，两者共同生产克雷伊-蒙特罗瓷器。法国大革命后，蒙特罗福约讷成为塞纳-马恩省的一个市镇。1814年2月18日，拿破仑一世在蒙特罗福约讷与符腾堡-奥地利军队展开战斗并获得成功，史称“蒙特罗战役”，这成为拿破仑最后一场胜利的战争之一。工业革命市区，巴黎－马赛铁路和多条支线铁路在蒙特罗交汇。1940年，纳粹德军曾炸毁了蒙特罗福约讷市区。二战后，大量北非及中东地区移民入住蒙特罗福约讷，当地形成了一个大型的土耳其人社团。

## 地理

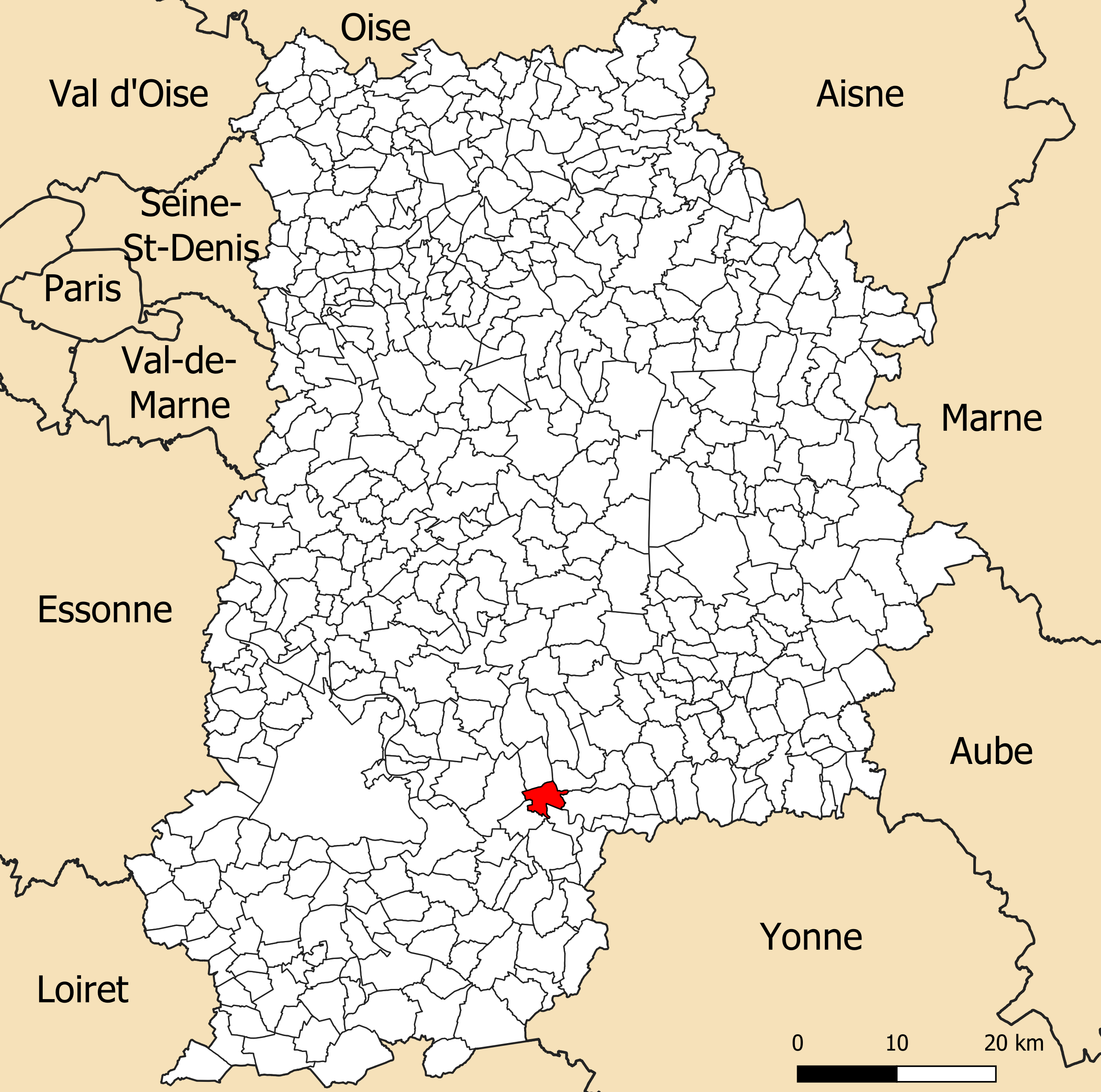
蒙特罗福约讷（红色）在塞纳-马恩省的位置

蒙特罗福约讷位于法国中北部，法兰西岛大区东南部和塞纳-马恩省南部，距离省会默伦大约31公里。与蒙特罗福约讷接壤的市镇包括：圣日耳曼拉瓦勒、塞纳河畔瓦雷讷、戛纳埃克吕斯、福尔日、拉格朗德帕鲁瓦斯、塞纳河畔马罗勒。

### 地形
蒙特罗福约讷位于巴黎盆地东南部，境内以浅丘为主，其中市区地势较为平坦，全境海拔在47到121米之间。

### 水文
塞纳河与其最大的左岸支流约讷河在蒙特罗福约讷交汇，两河水量均常年充足，可供船只通行。蒙特罗福约讷境内还有多处堰塘。

### 植被
蒙特罗福约讷属于温带落叶林区，市区内的主要绿地公园包括莱努公园（Parc des Noues）、杏果公园（Parc des Amendes）等，均常年免费向公众开放。
在鲜花城市的评比中，蒙特罗福约讷被评为3星级鲜花城市。

### 气候
蒙特罗福约讷在柯本气候分类法中属于温带海洋性气候。
距离蒙特罗福约讷最近的气象站位于拉布罗斯蒙索境内，以下为该气象站的数据（其中日照数据取自巴黎-奥利机场）：
| 拉布罗斯蒙索1981年－2019年 | 拉布罗斯蒙索1981年－2019年 | 拉布罗斯蒙索1981年－2019年 | 拉布罗斯蒙索1981年－2019年 | 拉布罗斯蒙索1981年－2019年 | 拉布罗斯蒙索1981年－2019年 | 拉布罗斯蒙索1981年－2019年 | 拉布罗斯蒙索1981年－2019年 | 拉布罗斯蒙索1981年－2019年 | 拉布罗斯蒙索1981年－2019年 | 拉布罗斯蒙索1981年－2019年 | 拉布罗斯蒙索1981年－2019年 | 拉布罗斯蒙索1981年－2019年 | 拉布罗斯蒙索1981年－2019年 |
| 月份                       | 1月                        | 2月                        | 3月                        | 4月                        | 5月                        | 6月                        | 7月                        | 8月                        | 9月                        | 10月                       | 11月                       | 12月                       | 全年                       |
| -------------------------- | -------------------------- | -------------------------- | -------------------------- | -------------------------- | -------------------------- | -------------------------- | -------------------------- | -------------------------- | -------------------------- | -------------------------- | -------------------------- | -------------------------- | -------------------------- |
| 历史最高温 °C（°F）        | 16.5 (61.7)                | 20.5 (68.9)                | 24.5 (76.1)                | 28.5 (83.3)                | 32.5 (90.5)                | 38.9 (102.0)               | 39.6 (103.3)               | 40 (104)                   | 33.5 (92.3)                | 31 (88)                    | 22.5 (72.5)                | 18.3 (64.9)                | 40 (104)                   |
| 平均高温 °C（°F）          | 6.5 (43.7)                 | 7.8 (46.0)                 | 12 (54)                    | 15.5 (59.9)                | 19.5 (67.1)                | 22.9 (73.2)                | 25.9 (78.6)                | 25.5 (77.9)                | 21.3 (70.3)                | 16.4 (61.5)                | 10.4 (50.7)                | 7 (45)                     | 15.9 (60.6)                |
| 日均气温 °C（°F）          | 3.9 (39.0)                 | 4.5 (40.1)                 | 7.7 (45.9)                 | 10.4 (50.7)                | 14.3 (57.7)                | 17.4 (63.3)                | 19.9 (67.8)                | 19.6 (67.3)                | 16.1 (61.0)                | 12.3 (54.1)                | 7.4 (45.3)                 | 4.6 (40.3)                 | 11.5 (52.7)                |
| 平均低温 °C（°F）          | 1.4 (34.5)                 | 1.2 (34.2)                 | 3.4 (38.1)                 | 5.3 (41.5)                 | 9.1 (48.4)                 | 11.9 (53.4)                | 13.9 (57.0)                | 13.7 (56.7)                | 10.8 (51.4)                | 8.2 (46.8)                 | 4.4 (39.9)                 | 2.2 (36.0)                 | 7.1 (44.8)                 |
| 历史最低温 °C（°F）        | −20.5 (−4.9)               | −14.8 (5.4)                | −10.4 (13.3)               | −3.5 (25.7)                | 0 (32)                     | 2.5 (36.5)                 | 5.2 (41.4)                 | 4 (39)                     | 1.5 (34.7)                 | −3.2 (26.2)                | −9.2 (15.4)                | −15.5 (4.1)                | −20.5 (−4.9)               |
| 平均降水量 mm（）          | 54.5 (2.15)                | 46.3 (1.82)                | 49.2 (1.94)                | 54.1 (2.13)                | 58.1 (2.29)                | 50.9 (2.00)                | 55.7 (2.19)                | 48.7 (1.92)                | 53.4 (2.10)                | 63.2 (2.49)                | 56.3 (2.22)                | 63 (2.5)                   | 653.4 (25.72)              |
| 月均日照時數               | 43.4                       | 66.3                       | 162.6                      | 172.4                      | 165.4                      | 176.6                      | 232.1                      | 220.4                      | 193.9                      | 131.9                      | 49.1                       | 55.3                       | 1,669.4                    |
| 来源：infoclimat.fr        |                            |                            |                            |                            |                            |                            |                            |                            |                            |                            |                            |                            |                            |

## 行政区划
蒙特罗福约讷是法国法兰西岛大区塞纳-马恩省的一个市镇，编号为77305。蒙特罗福约讷隶属于普罗万区，隶属于塞纳-马恩省第三选区，管理蒙特罗福约讷县，同时也是蒙特罗地区市镇公共社区的办公驻地。
蒙特罗福约讷的“叙维尔街区”（Quartier de Surville）实行街区自治制度。
法国国家统计与经济研究所（简称）在进行数据统计时，将蒙特罗福约讷在内的1,794个市镇设为划入巴黎城市区。自2020年起，巴黎城市区被包含1,929个市镇的巴黎城市辐射区代替。此外，还将蒙特罗福约讷市镇分为了8个“块区”（IRIS），以便于统计人口分布情况。

## 交通

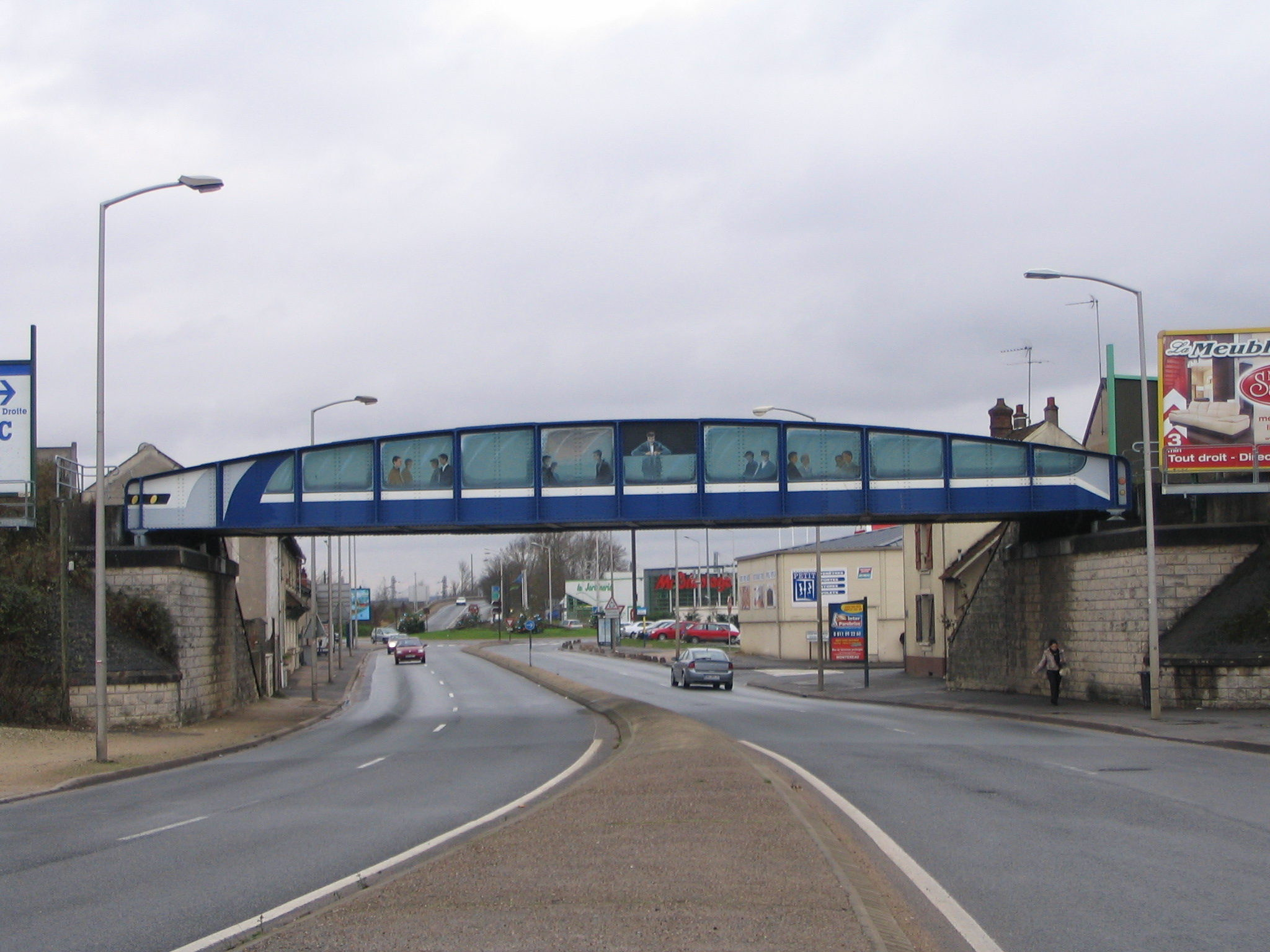
蒙特罗福约讷境内的一条道路

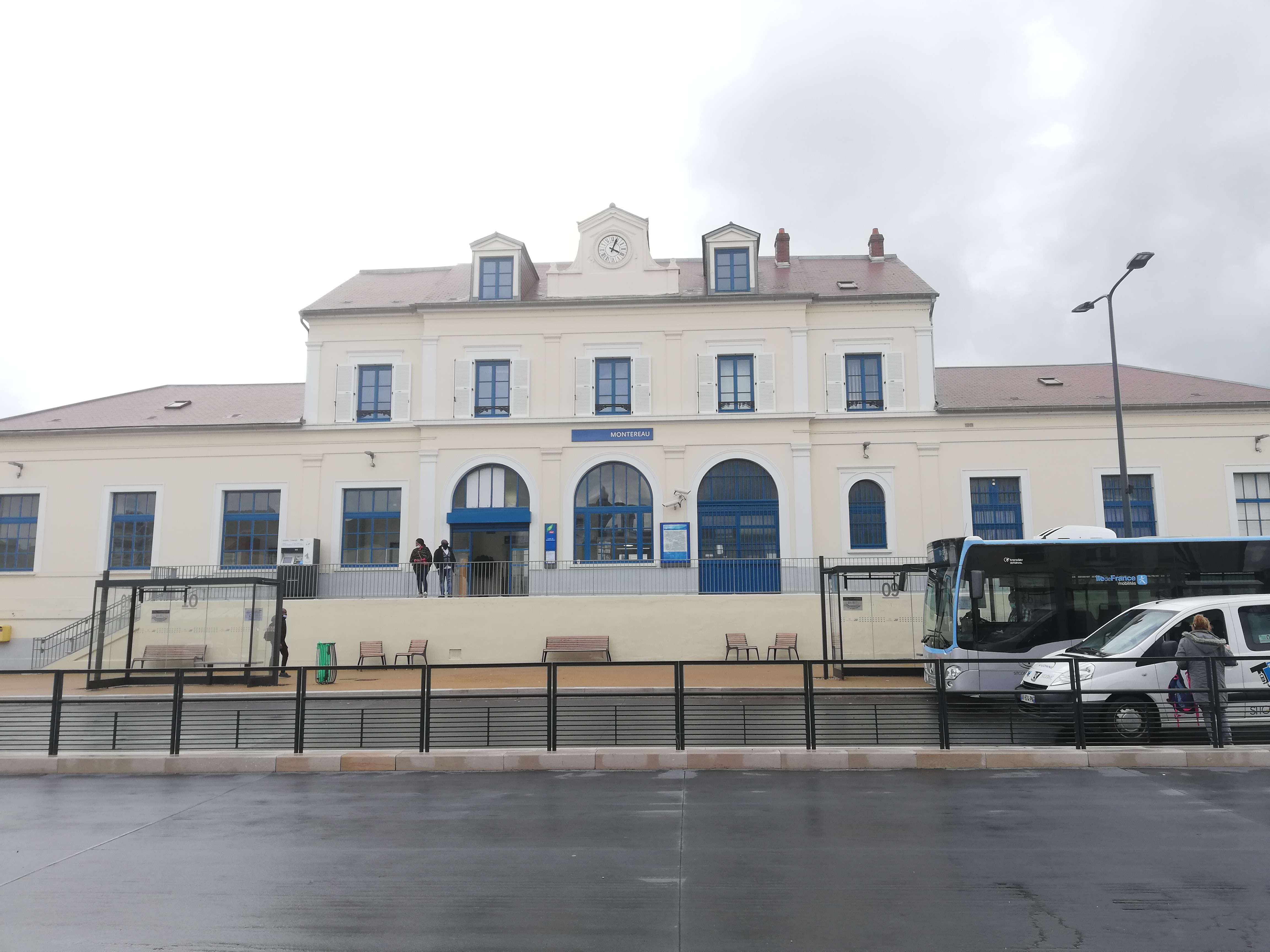
蒙特罗火车站主站房

### 公路
A5高速公路从蒙特罗福约讷市区东北部经过，通过17和18两个出入口连接市区。此外多条塞纳-马恩省省道在蒙特罗福约讷境内交汇。
塞纳-马恩省城际客运提供途径蒙特罗福约讷的7号和46号线路，可分别前往普罗万和默伦方向，并停靠沿途大部分市镇。
2017年，65.3%的蒙特罗福约讷家庭拥有至少一辆的私人汽车。2019年，蒙特罗福约讷境内共发生各类交通事故8起，造成14人受伤。

### 铁路
蒙特罗福约讷位于巴黎－马赛、科尔贝伊-埃松－蒙特罗和弗朗布安-古埃－蒙特罗三条铁路的交汇处。蒙特罗站位于市区南部，是法兰西岛大区铁路R线的一个终点站，同时也停靠往返于巴黎和拉米之间的区域列车，部分班次延伸至欧塞尔。
东南高速铁路亦经过蒙特罗福约讷境内，但未设停靠车站。

### 航空
距离蒙特罗福约讷最近的民用航空站为巴黎-奥利机场，距离蒙特罗福约讷市中心的公路里程约72公里。

### 城市公共交通
蒙特罗福约讷城市公共交通（商业名称为）是当地的城市公共交通系统。截至2021年3月，该系统共包括十余条公交线路，路网覆盖了蒙特罗福约讷市区内的主要街道和居民区。

## 政治

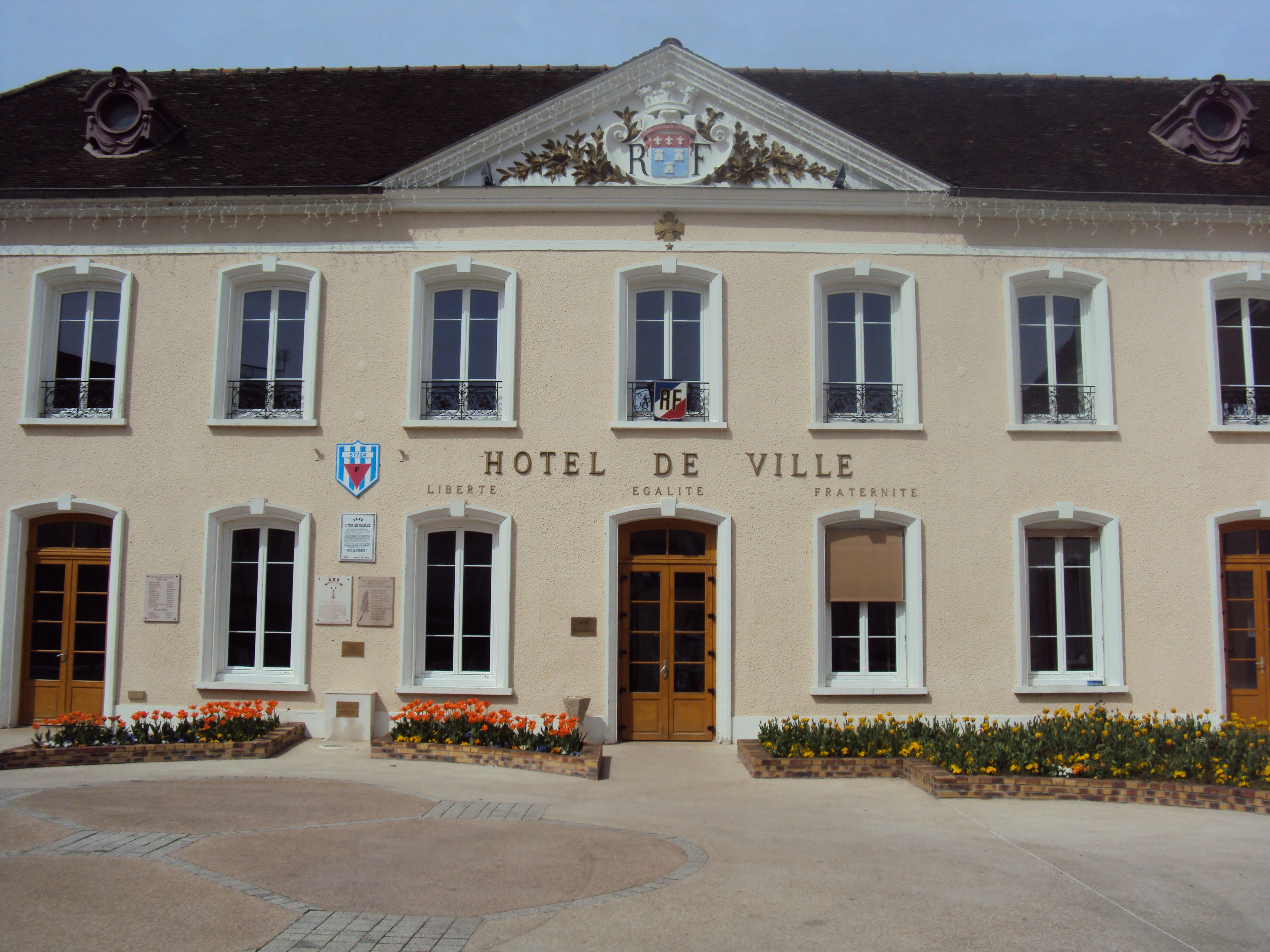
蒙特罗福约讷市政厅

蒙特罗福约讷的现任市长为詹姆斯·谢龙先生（James Chéron），他是民主人士和独立人士联盟的一名成员，在2020年的市政选举中获得了53.55%的支持率。
在2017年的法国总统大选中，法国第25任总统埃马纽埃尔·马克龙在蒙特罗福约讷获得了66.29%的支持率。
| 蒙特罗福约讷历届市长 |                        |                                                             |
| 任期                 | 市长                   | 党派                                                        |
| 1944年－1971年       | 罗歇·佩祖              | UD共和国民主联盟                                            |
| 1971年－1977年       | 萨米埃尔·埃泰德吉      | PCF法国共产党                                               |
| 1977年－1983年       | 若塞·阿尔瓦雷兹        | PCF法国共产党                                               |
| 1983年－1989年       | 克洛德·埃马尔-迪韦尔奈 | UDF法国民主联盟                                             |
| 1989年－1995年       | 阿兰·德雷兹            | PS社会党                                                    |
| 1995年－2017年       | 伊夫·热戈              | RPR保衛共和聯盟 →UMP人民运动联盟 →UDI民主人士和独立人士联盟 |
| 2017年－             | 詹姆斯·谢龙            | UDI民主人士和独立人士联盟                                   |

## 人口
2018年，蒙特罗福约讷市镇人口数量为20,712，在法国排名第453位。其中男性9,748人，女性10,458人，75岁及以上人口占7.2%，外籍人口数量为4,437人，人口密度为2,276人/平方公里，当地居民被称为（男性）或（女性）。2019年，蒙特罗福约讷境内出生308人，死亡人口153人。
| 年份   | 1936  | 1946  | 1954   | 1962   | 1968   | 1975   | 1982   | 1990   | 1999   | 2006   | 2011   | 2016   | 2018   |
| ------ | ----- | ----- | ------ | ------ | ------ | ------ | ------ | ------ | ------ | ------ | ------ | ------ | ------ |
| 人口數 | 9,322 | 8,962 | 10,119 | 14,121 | 19,789 | 21,568 | 19,413 | 18,657 | 17,625 | 16,768 | 16,573 | 19,361 | 20,712 |

## 经济

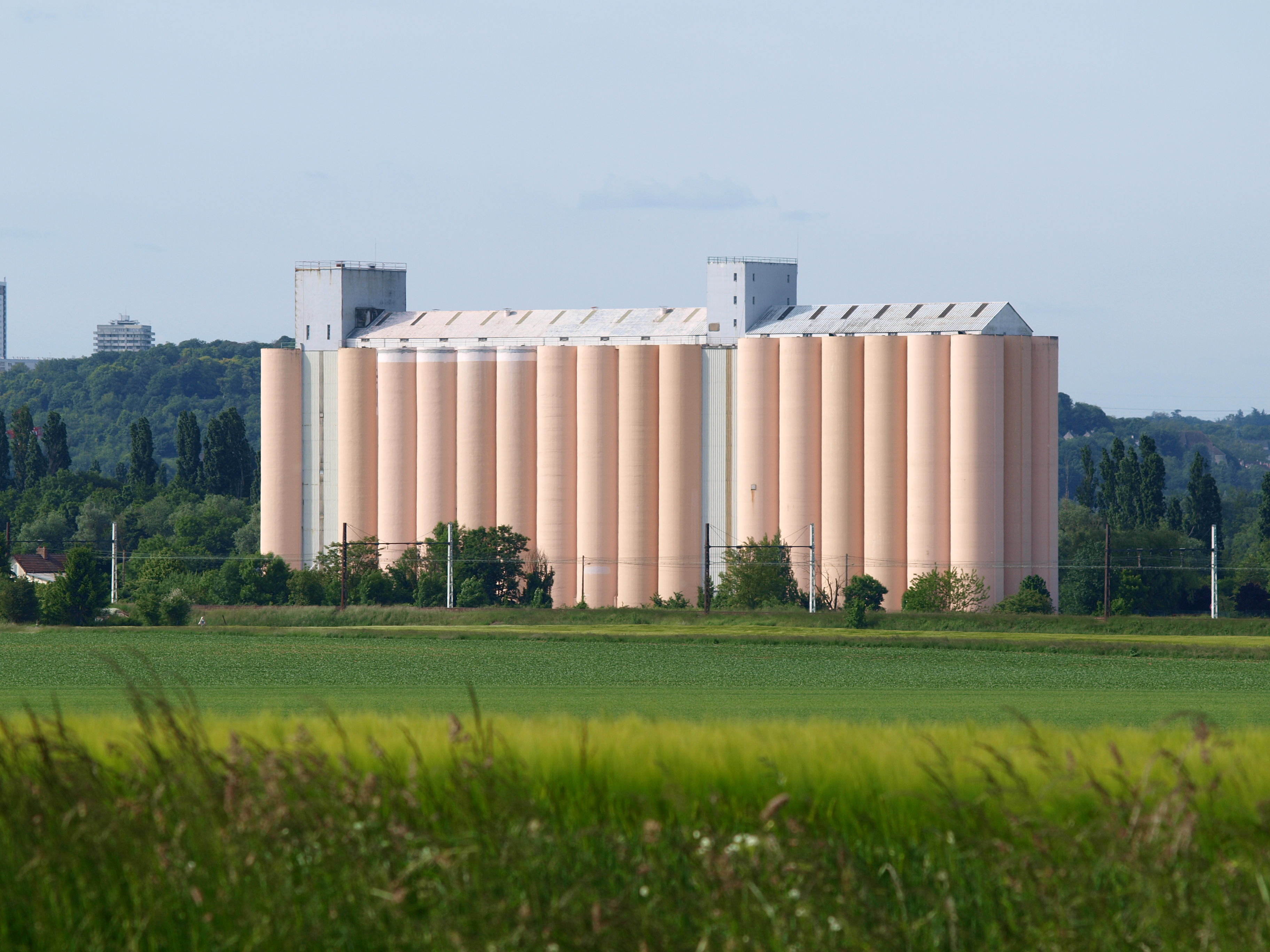
蒙特罗福约讷的一处草仓

蒙特罗福约讷是一个区域性的中心城市，当地共有各类用人单位2,266家，平均历史为13年，其中99.31%为中小型企业（PME）。（电缆生产）、（钢铁）及（垃圾回收）是当地2019年营业额最高的三个企业，分别为335,397,062欧元、106,418,840欧元和22,356,899欧元。

## 财政收入
2019年，蒙特罗福约讷的财政收入总额为40,693,700欧元，财政支出总额为37,840,900欧元，当年的债务总额为16,816,600欧元。2020年，蒙特罗福约讷共获得7,862,125欧元的国家财政补助，比上一年增加了0.03%。
2015年，蒙特罗福约讷的人均月收入总额为2,139欧元，其中高级职员为3,725欧元，低于法国平均水平（4,103欧元）；中级职员为2,533欧元，高于法国平均水平（2,311欧元）；普通职员为1,823欧元，高于法国平均水平（1,662欧元）。
2017年，蒙特罗福约讷境内的青壮年（15至64岁）失业率为25.3%，当地33%的家庭拥有纳税资格，平均纳税2,006欧元，低于法国平均水平（3,888欧元）。

## 社会事务

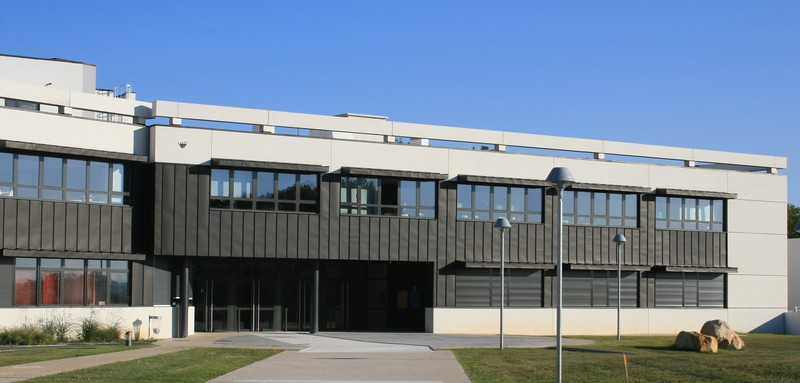
蒙特罗福约讷的一所初级中学

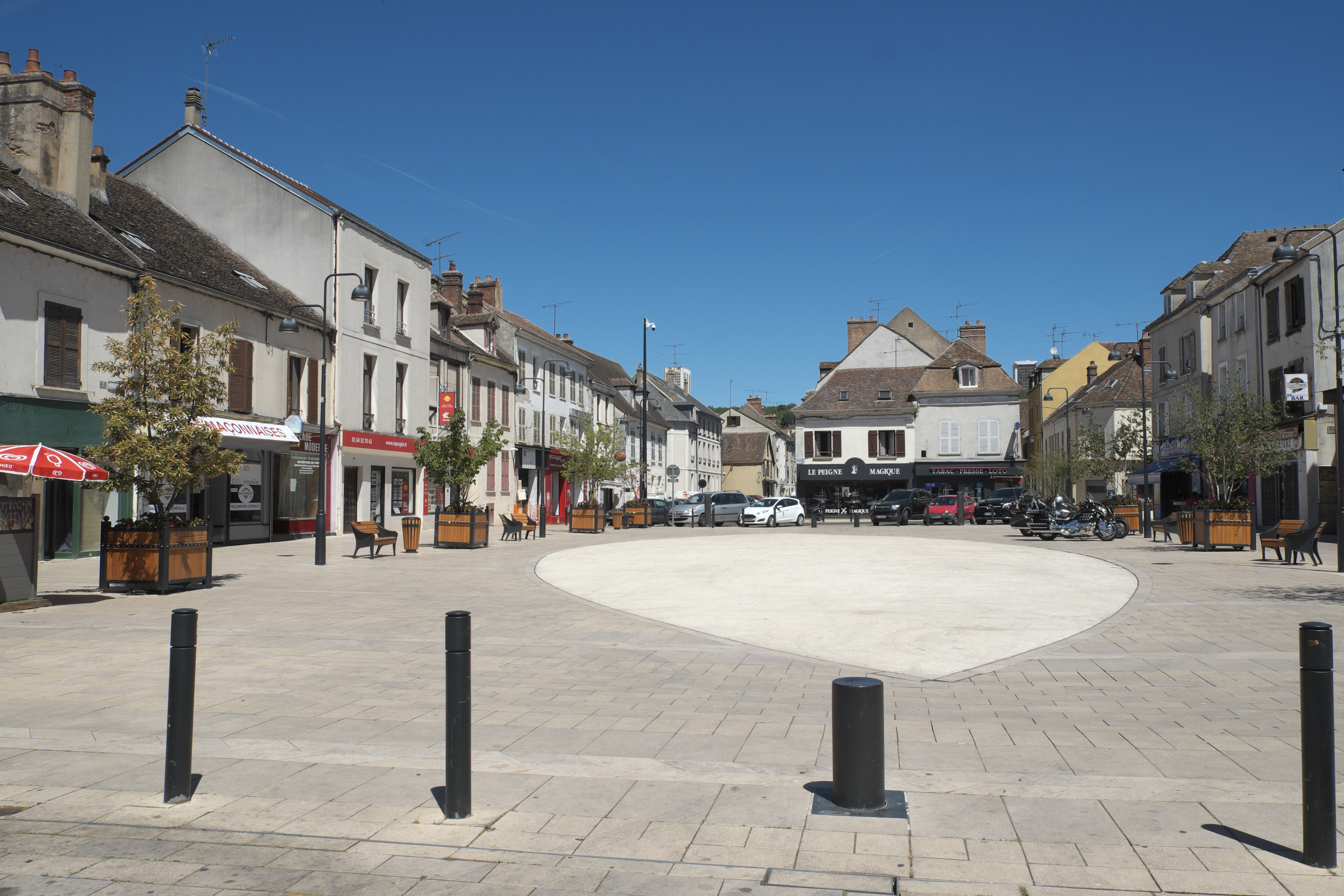
小麦集市广场

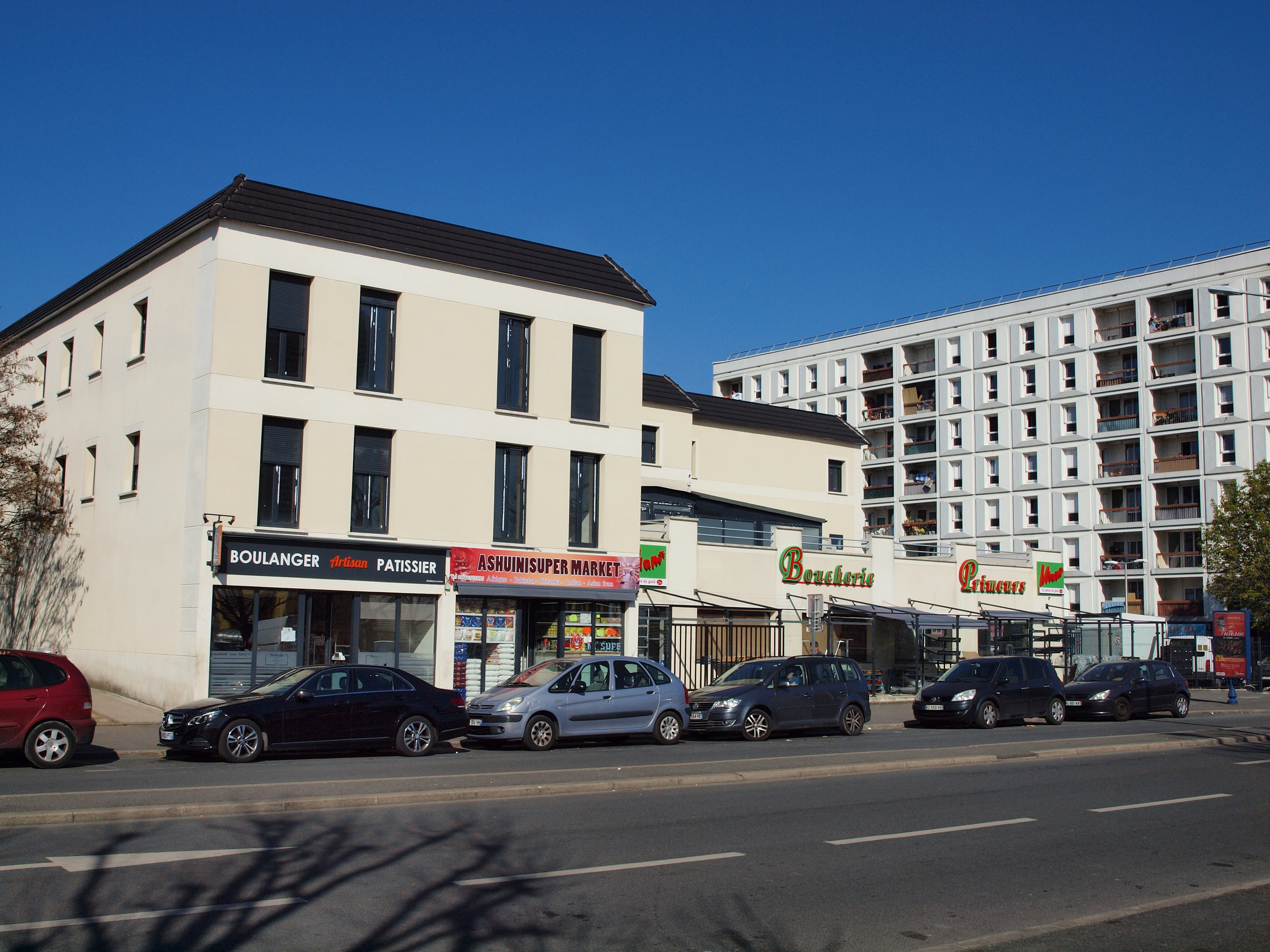
叙维尔街区

### 教育
蒙特罗福约讷属于克雷泰伊学区。截止2019年1月1日，蒙特罗福约讷境内共有7所幼儿园、10所小学、4所初级中学和2所普通高中。2018至2019学年度，蒙特罗福约讷境内共有在校中等教育阶段学生3,693名。

### 医疗
截止2019年1月1日，蒙特罗福约讷境内共有全科医生20名、保健师5名、牙医10名、护士36名、眼科医生4名、助产士3名和儿科医生1名。境内共有药房5家、养老院3家、残疾人帮扶中心2家。
蒙特罗福约讷是“南部塞纳-马恩省中心医院”（Centre Hospitalier du Sud Seine-et-Marne）的服务范围，后者是法国的一个区域性医疗机构，在蒙特罗福约讷市区设有一个病区，是当地规模最大的公立综合性医院。

### 住房
2017年，蒙特罗福约讷境内共有各类住房8,477套，其中25.3%为独立式居民区，74.2%为集中式居民区。常住房屋占蒙特罗福约讷市镇范围内居民建筑总量的91.2%。
在住房保障政策方面，2017年，蒙特罗福约讷境内共有3,172户家庭获得了住房经济补助，受益人数占总人口数量的15.7%，其中2,996份为房租补助。

### 商业
2019年，蒙特罗福约讷境内共有各类实体商铺593家，其中餐厅95家、大型超市4家、杂货店20家、面包房18家、肉铺10家、书店8家、装饰品店3家、银行门店11家、美容美发店38家、汽车维修店34家。市区东南部建有大型开放式商业街区。

### 体育
2019年，蒙特罗福约讷境内共有1家游泳池、4间体育馆、2座综合体育场、5处网球场、2处足球或橄榄球场以及2处篮球或排球场。
截至2021年3月，蒙特罗福约讷境内共有两家注册足球俱乐部。

### 环境
蒙特罗福约讷的环境事务由其所属的公共社区负责。2019年，蒙特罗福约讷境内共有7家污染企业。

### 治安
2019年，蒙特罗福约讷市镇范围内有1处派出所。
2014年，蒙特罗福约讷及附近地区共发生各类案件2,017起，其中盗窃类案件1,141起，经济类案件162起，毒品交易类案件209起。

## 文化
2019年，蒙特罗福约讷境内有1家音乐厅。蒙特罗福约讷市政府提供多媒体中心，向公众全年开放。当地还建有一处土耳其人社团。

### 建筑
蒙特罗福约讷境内有多处法国国家文物保护单位，其中蒙特罗福约讷圣母和圣卢大教堂、圣马丁修道院（Prieuré Saint-Martin）等为当地的代表性建筑物。

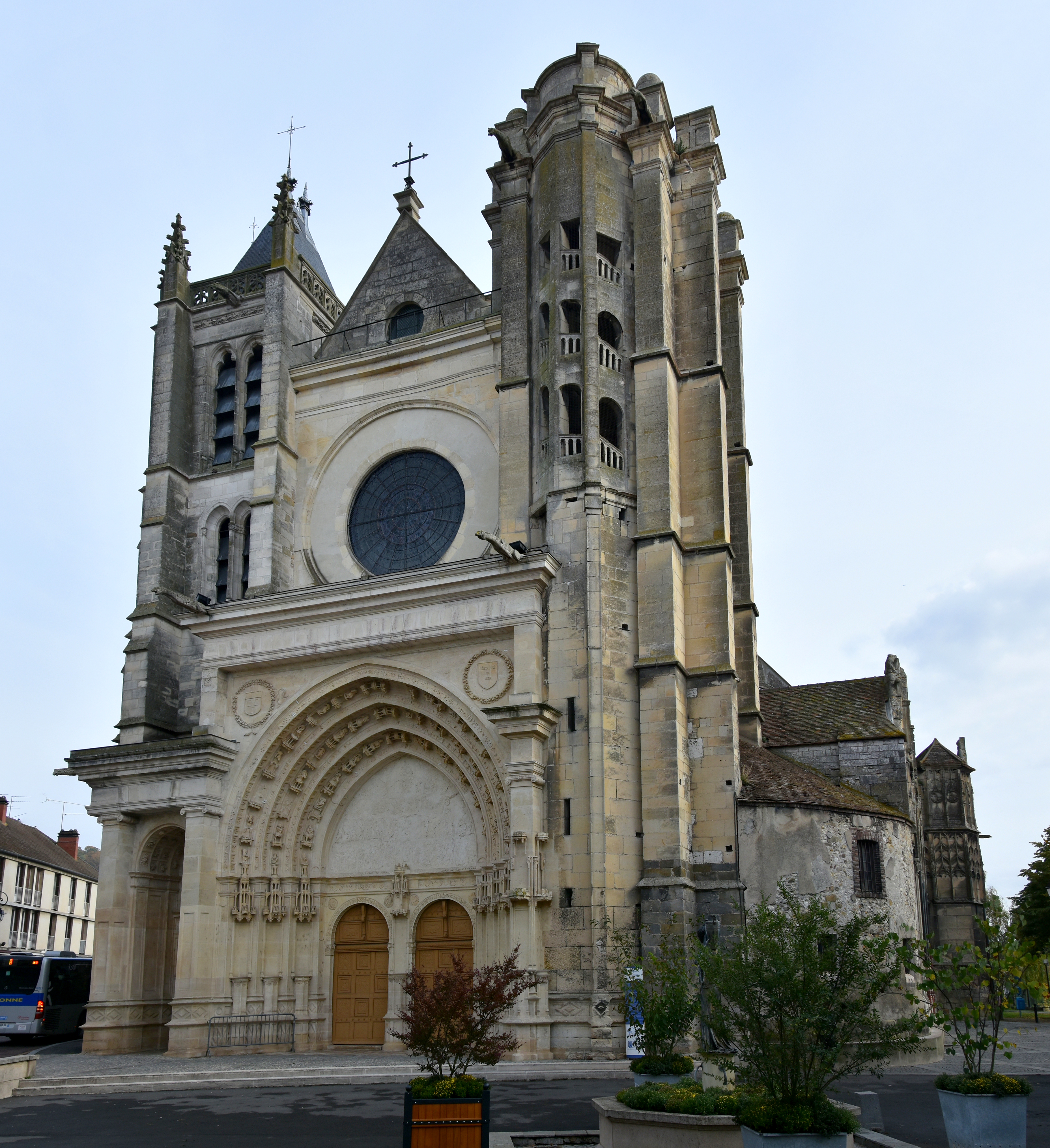
圣母和圣卢大教堂（法语：Collégiale Notre-Dame-et-Saint-Loup de Montereau-Fault-Yonne）
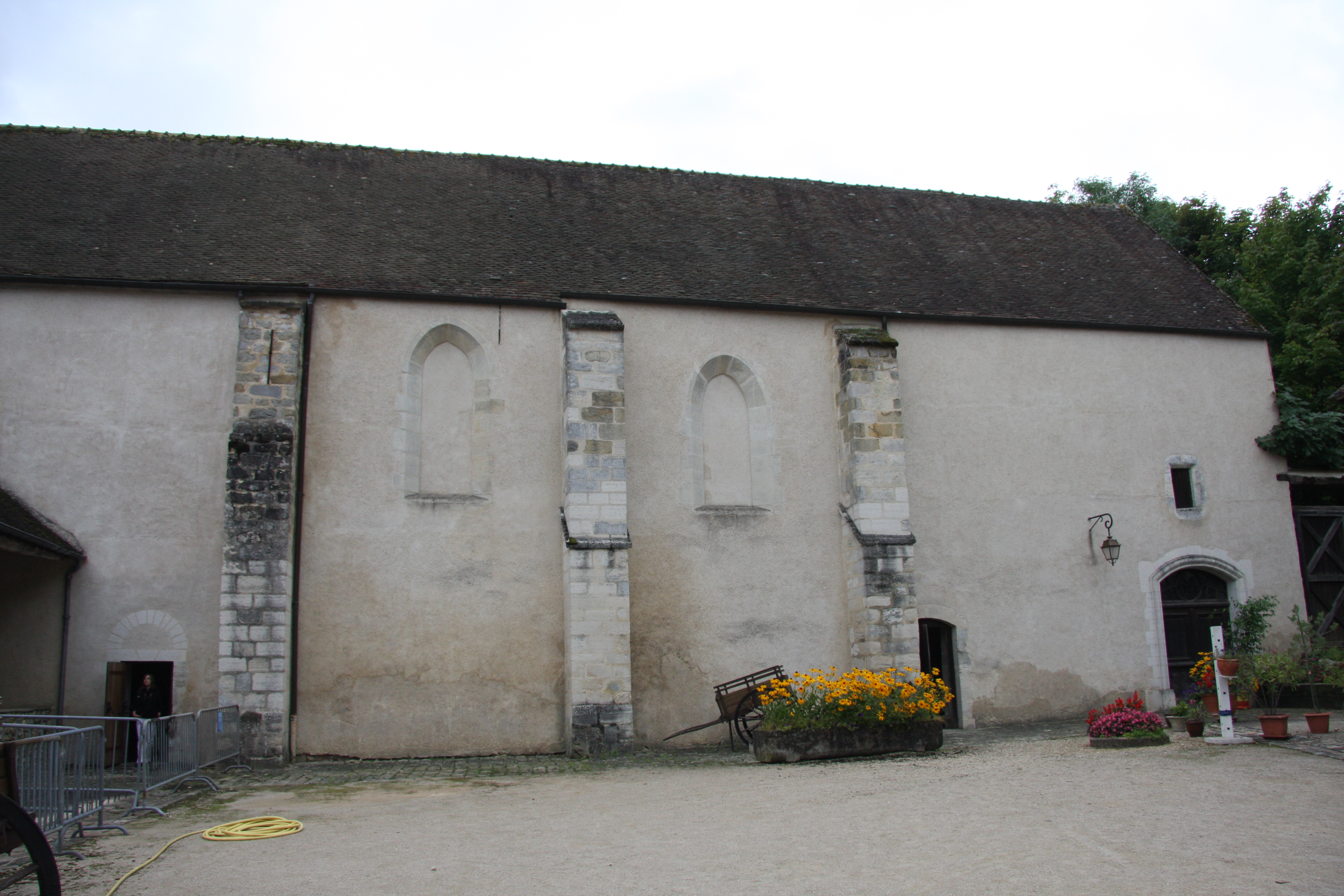
圣马丁修道院
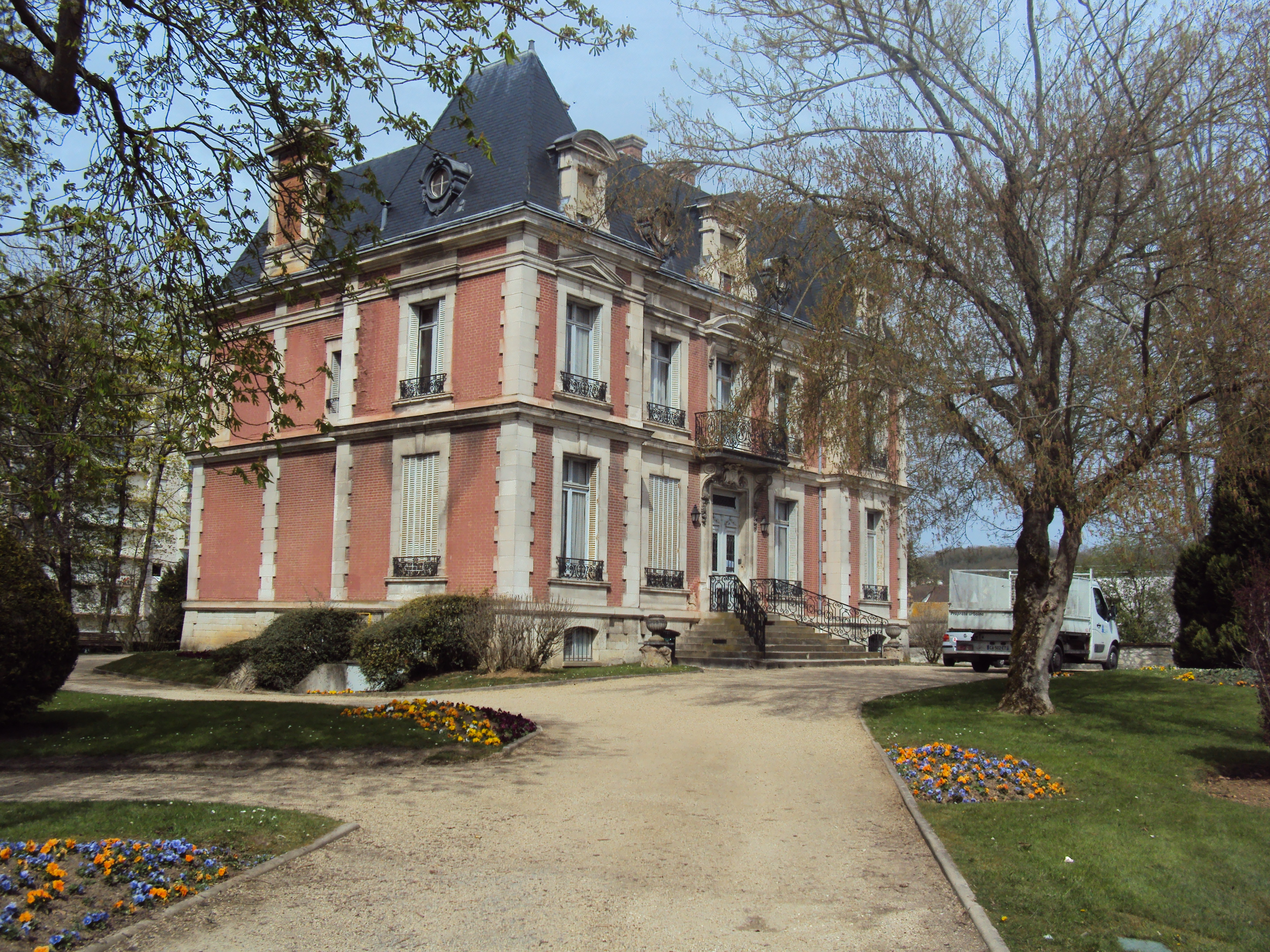
杏果城堡
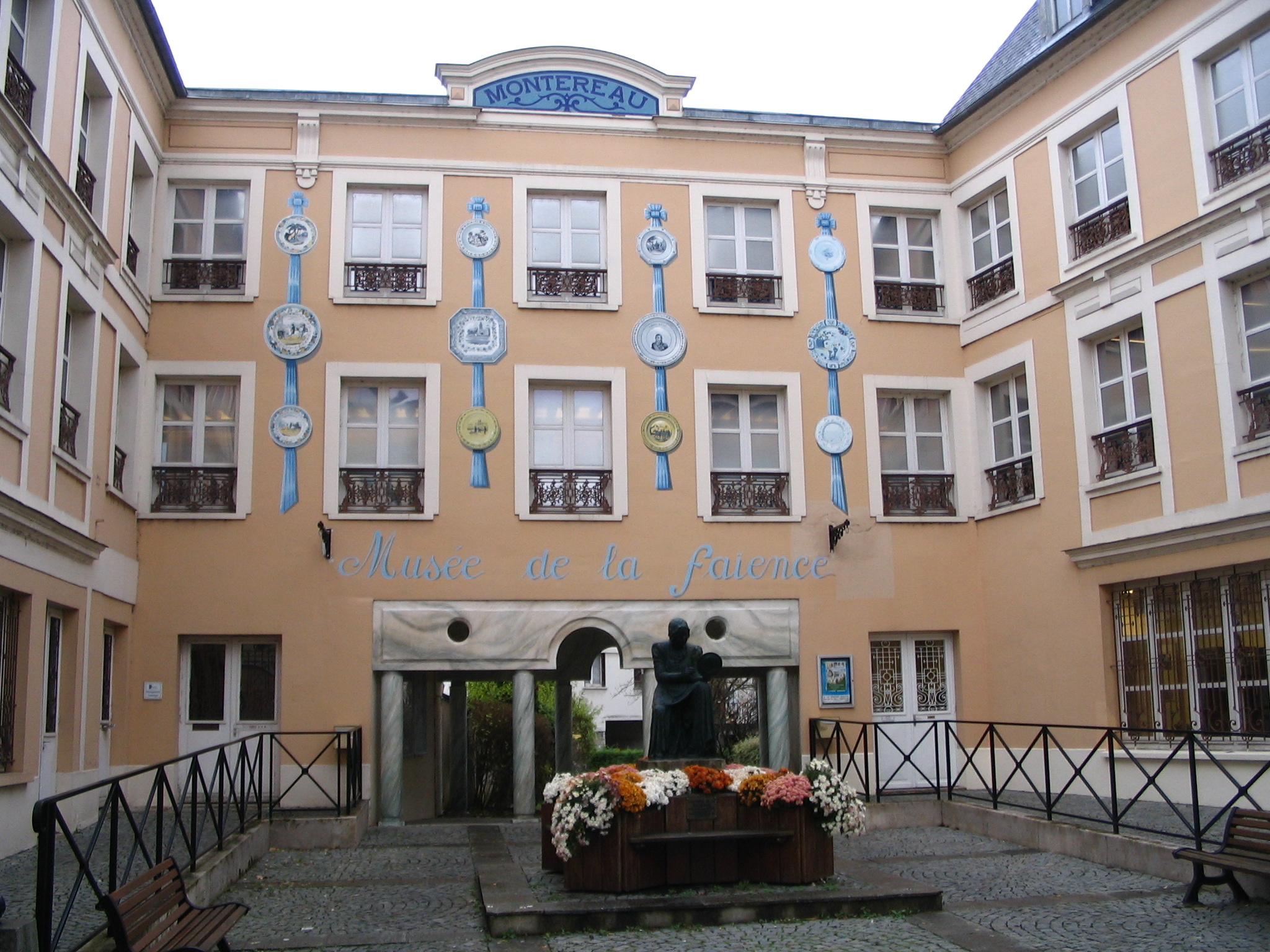
瓷器博物馆
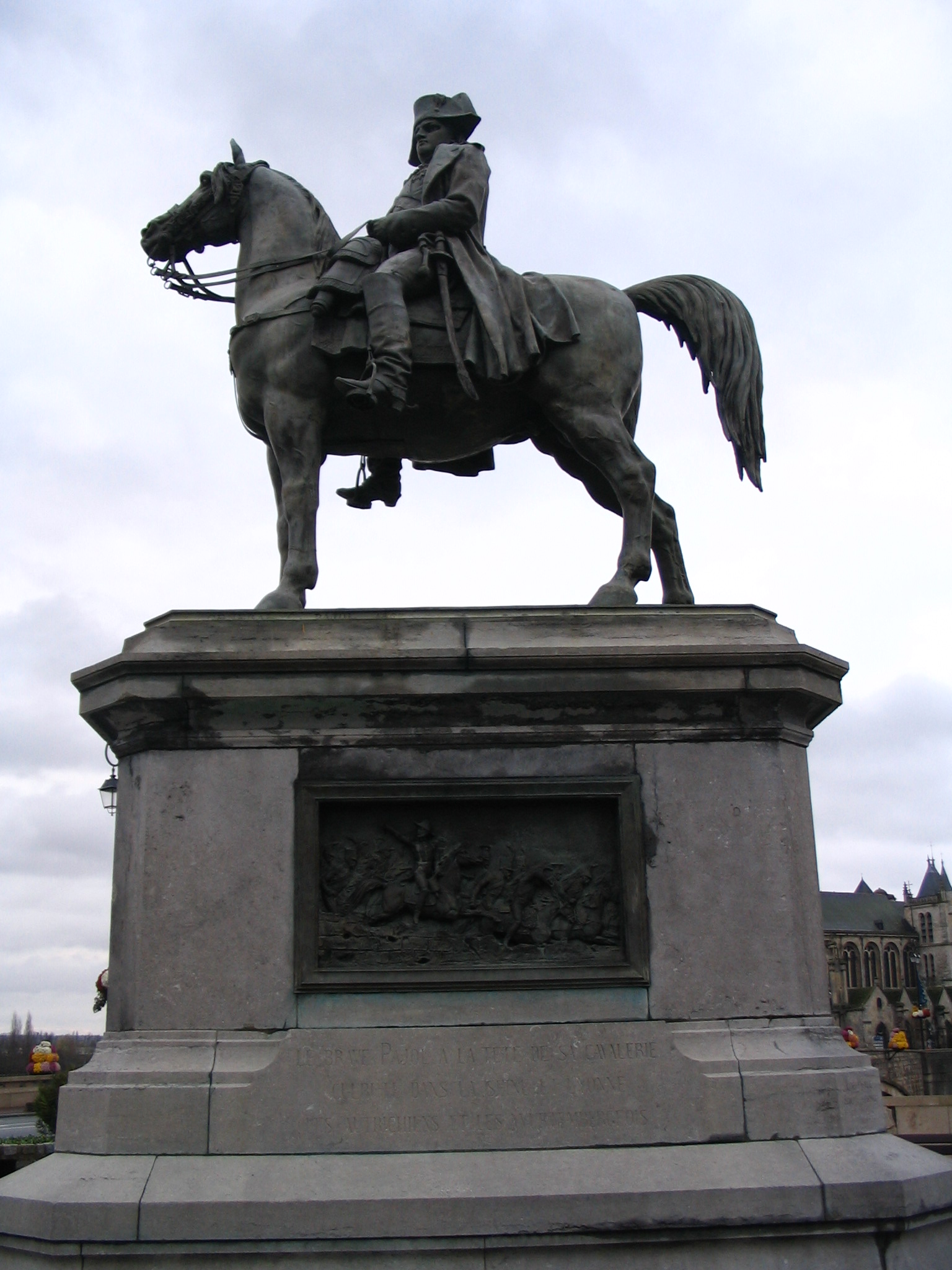
拿破仑雕像
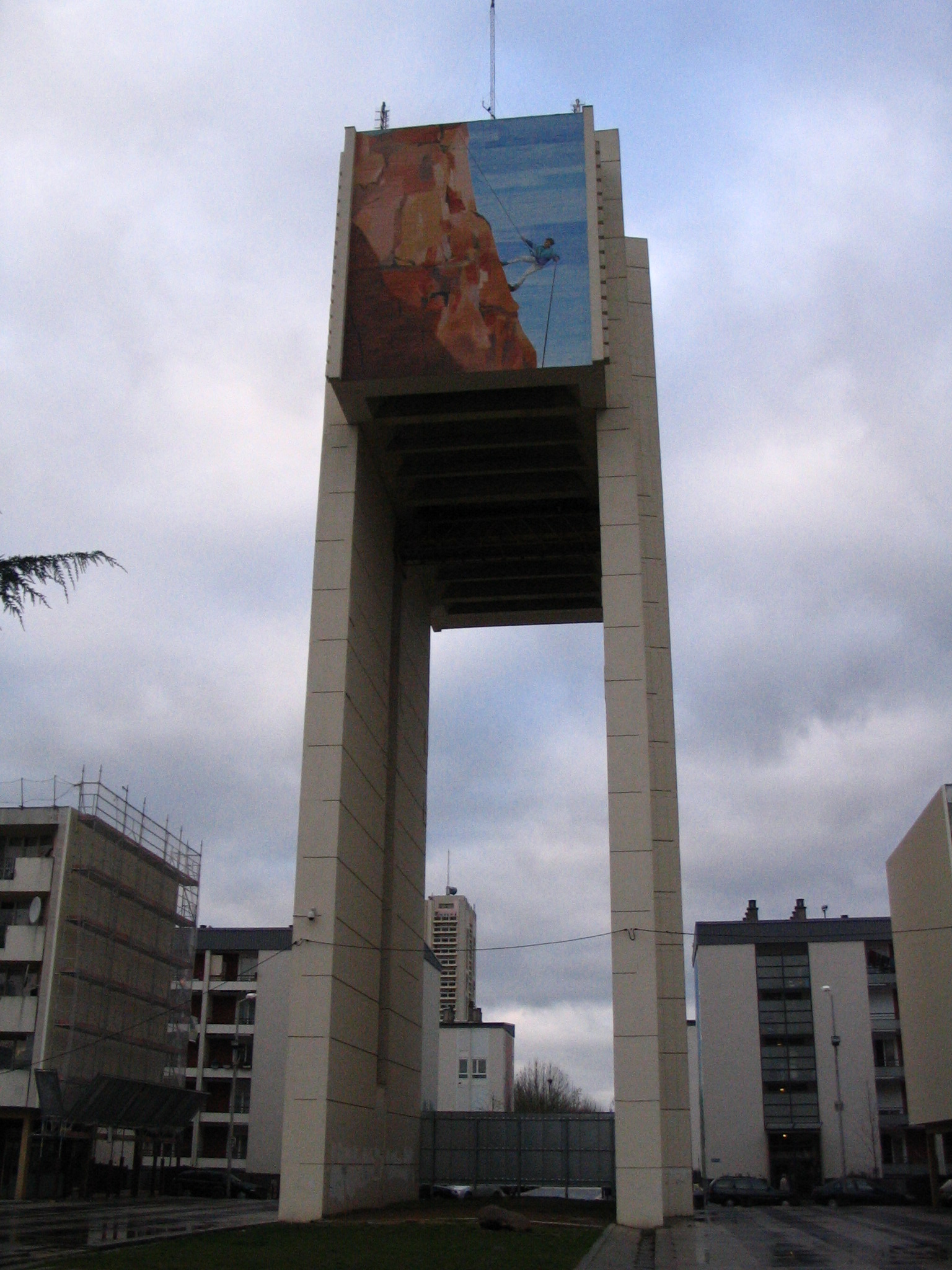
水塔

### 旅游
蒙特罗福约讷的旅游事务由其所属的公共社区负责。2020年，蒙特罗福约讷境内共有1家宾馆共计14间房间；另有1个露营地，可容纳共75辆露营车。

### 媒体
法国主要的媒体均可在蒙特罗福约讷接收，法国电视三台下属的法兰西岛大区频道在部分时段播出蒙特罗福约讷所属区域的地方新闻。

## 相关人物
法国女演员夏洛特·德蒂尔凯姆、潜水运动员邦雅曼·奥弗雷、足球运动员内斯肯斯·基巴奴和乔丹·伊科科出生于蒙特罗福约讷。

## 对外交流
截至2021年3月，蒙特罗福约讷共与四座城市互为友好城市关系，另与两座城市签署有合作交流关系：

### 友好城市
| - 德国 瓦尔迪恩 - 英格兰 奥特利 | - 葡萄牙 帕雷德斯 - 土耳其 艾登 |

### 合作交流城市
| - 中国 赤水市 | - 摩洛哥 達赫拉 |